# 7413 Galibina
7413 Galibina este un asteroid din centura principală de asteroizi.

## Descriere
7413 Galibina este un asteroid din centura principală de asteroizi. A fost descoperit pe 24 septembrie 1990 la Observatorul de Astrofizică din Crimeea de Liudmila Juravliova și G. R. Kastel'. Asteroidul prezintă o orbită caracterizată de o semiaxă mare de 3,08 ua, o excentricitate de 0,20 și o înclinație de 0,5° în raport cu ecliptica.